# Grzegorz Panfil
Grzegorz Panfil (Zabrze,1 de janeiro de 1988) é um tenista profissional polonês.